# آرنولد کوتس
آرنولد کوتس (انگلیسی: Arnold Coates; ۲۴ ژوئیهٔ ۱۹۳۶ – ۲۵ فوریهٔ ۲۰۱۳) بازیکن فوتبال اهل بریتانیا بود.
از باشگاه‌هایی که در آن بازی کرده‌است می‌توان به باشگاه فوتبال کروک تاون اشاره کرد.
وی همچنین در تیم ملی فوتبال England amateur بازی کرده‌است.